# Englischer Garten (Neuburg an der Donau)

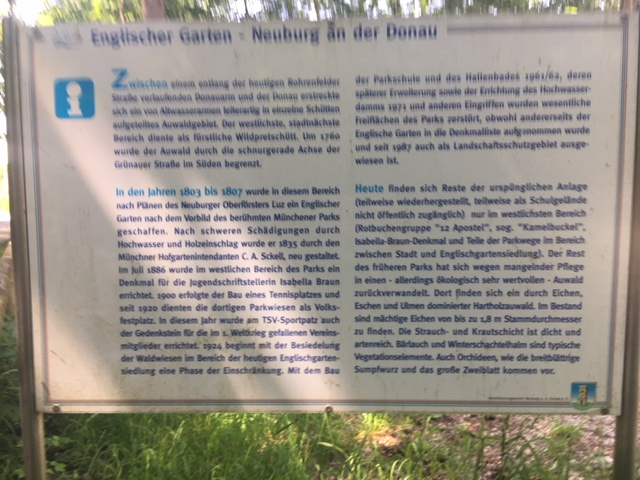
Infotafel zur Geschichte des Englischen Gartens

Der Englische Garten in Neuburg an der Donau befindet sich zwischen Donau und Grünauer Straße.

## Geschichte
Die Bezeichnung Englischer Garten wurde von den englischen Landschaftsgärten übernommen. Der Garten entstand in den Jahren 1803 bis 1807 nach Plänen des Neuburger Oberförsters Luz. Ihm diente der Englische Garten in München als Vorbild. Der Park entwickelte sich schnell zur hochgeschätzten Promenade an Sonn- und Feiertagen. Nach verheerenden Schädigungen durch Hochwasser und massiven Holzeinschlag wurde das Areal im Jahre 1835 durch den Münchener Hofgarten-Intendanten Carl August Sckell neu gestaltet. Im Juli 1886 wurde im westlichen Teil des Parks ein Denkmal zur Erinnerung an die Kinder- und Jugendschriftstellerin Isabella Braun errichtet.
Im Laufe der Jahre wurde der Englische Garten immer mehr verbaut. 1900 entstand ein Tennisplatz und Parkwiesen wurden als Volksfestplatz genutzt. Ab 1924 erfolgte die Besiedelung der Waldwiesen und 1961/62 der Bau einer Parkschule und Hallenbades.
Heute finden sich nur noch Reste der ursprünglichen Anlage, teilweise wieder hergestellt im westlichen Bereich. Inzwischen hat sich der Englische Garten zu einem wertvollen Auwald zurückverwandelt. Mächtige Eichen, Eschen und Ulmen aus den Anfangsjahren sind noch zu finden.
Der Englische Garten ist in die Denkmalliste aufgenommen und seit 1987 als Landschaftsschutzgebiet ausgewiesen.

## Galerie

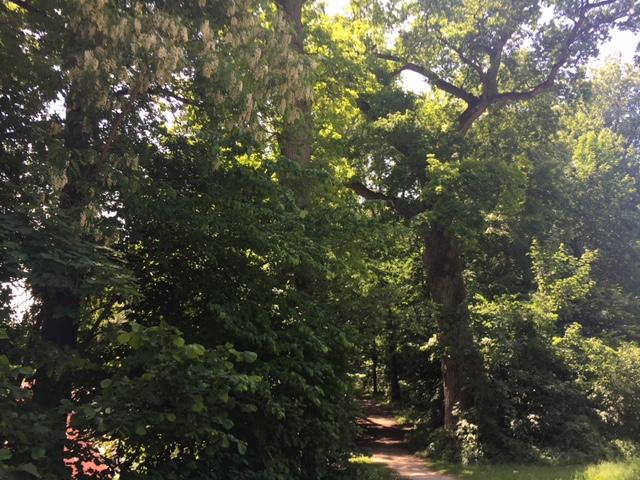
Alter Baumbestand
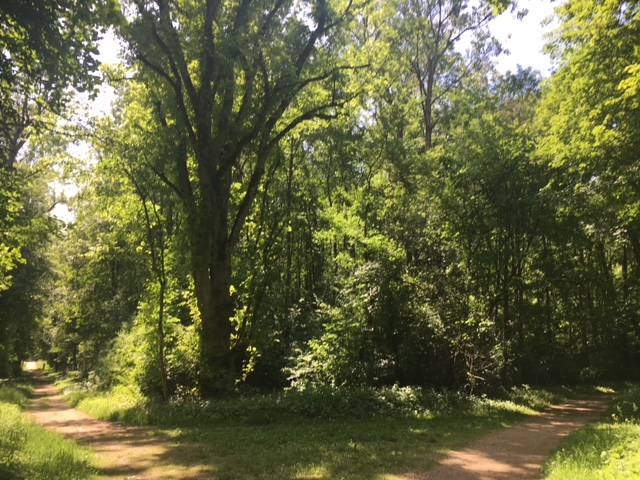
Blick in den Auwald
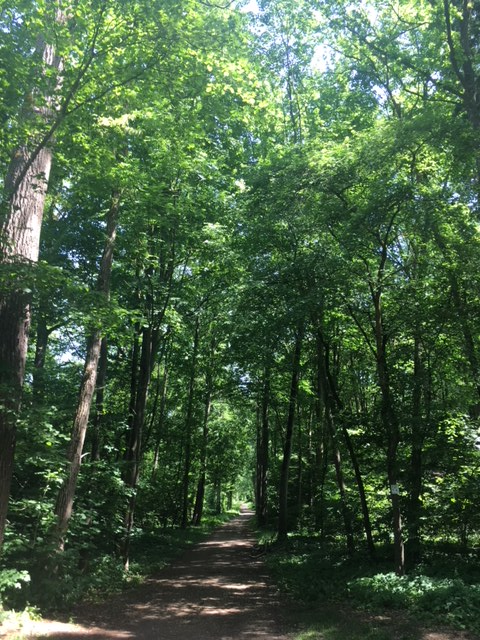
Inzwischen artenreicher Auwald
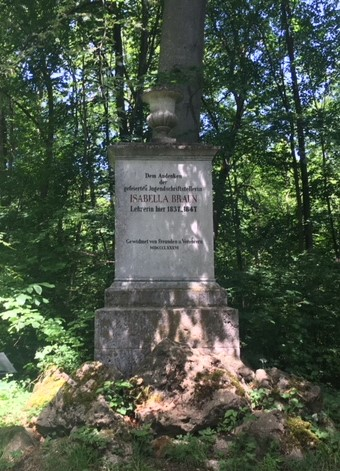
Isabella Braun Denkmal
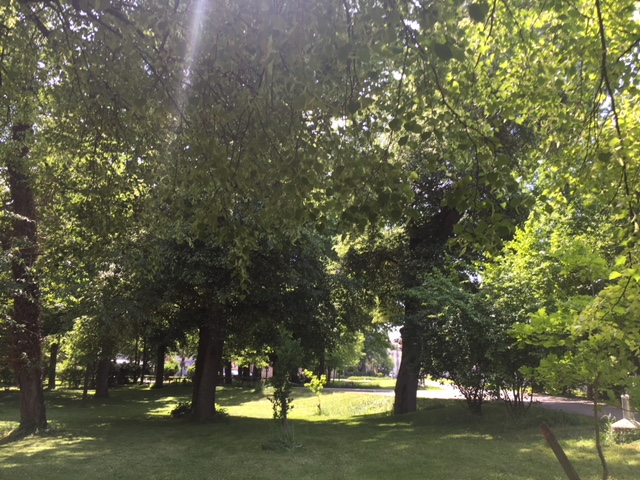
Reste der ursprünglichen Anlage
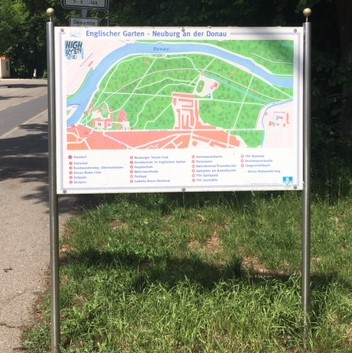
Infotafel
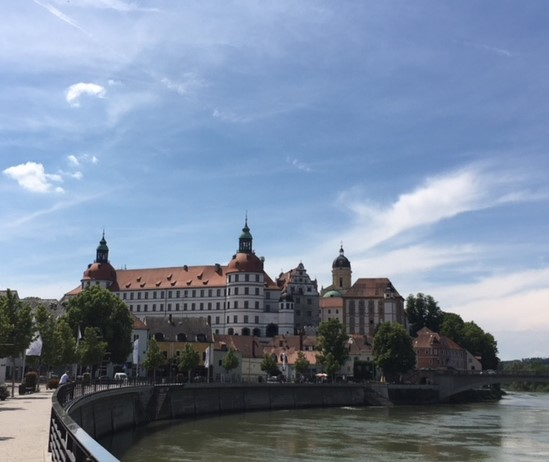
Blick vom Rande des Englischen Gartens auf das Neuburger Schloß